# Puchar Niemiec w piłce nożnej (1989/1990)
Puchar Niemiec w piłce nożnej mężczyzn 1989/1990 – 47. edycja rozgrywek mających na celu wyłonienie zdobywcy Pucharu Niemiec, który uzyskał tym samym prawo gry w kwalifikacjach Pucharu Zdobywców Pucharów 1990/1991. Tym razem trofeum wywalczył 1. FC Kaiserslautern. Finał został rozegrany na Stadionie Olimpijskim w Berlinie.

## Plan rozgrywek
Rozgrywki szczebla centralnego składały się z 6 części:
- Runda 1: 19–20 sierpnia 1989
- Runda 2: 23 września 1989
- Runda 3: 9 listopada 1990
- Ćwierćfinał: 12 grudnia 1989–1 lutego 1990
- Półfinał: 28 marca 1990
- Finał: 19 maja 1990 na Stadion Olimpijski w Berlinie

## Pierwsza runda
Mecze rozegrano od 19 do 27 sierpnia 1989 roku.
| Drużyna 1                   | Wynik      | Drużyna 2                |
| --------------------------- | ---------- | ------------------------ |
| Hannover 96                 | 0:3        | Borussia Mönchengladbach |
| VfL Wolfsburg               | 1:3        | VfB Stuttgart            |
| VfL Osnabrück               | 3:1 (dog.) | FC Schalke 04            |
| Wehen Wiesbaden             | 0:2        | VfL Bochum               |
| VfL Bückeburg               | 0:2        | Eintracht Brunszwik      |
| Rot-Weiss Frankfurt         | 0:1        | Waldhof Mannheim         |
| Arminia Hanower             | 2:1        | FC Homburg               |
| FC St. Pauli                | 1:2        | Werder Brema             |
| Kickers Offenbach           | 2:1        | Bayer Uerdingen          |
| VfR Sölde                   | 0:3        | 1. FC Köln               |
| Eintracht Frankfurt         | 0:1        | Bayern Monachium         |
| Hamburger SV                | 2:4        | MSV Duisburg             |
| Bayer Leverkusen (amatorzy) | 0:1        | 1. FC Kaiserslautern     |
| Hertha Zehlendorf           | 0:4        | 1. FC Nürnberg           |
| SpVgg Plattling             | 1:2 (dog.) | Fortuna Düsseldorf       |
| 1. FC Saarbrücken           | 3:1        | SV Meppen                |
| Rot-Weiss Essen             | 1:2        | SG Wattenscheid 09       |
| SpV Langenau 08             | 0:6        | Stuttgarter Kickers      |
| SC Jülich 1910              | 2:2 (dog.) | Blau-Weiss Berlin        |
| FC Wangen 05                | 0:3        | Stuttgarter Kickers      |
| FC Pforzheim                | 4:1        | SpVgg Bayreuth           |
| FC Schweinfurt 05           | 1:0        | Altona 93                |
| TSG Pfeddersheim            | 2:0        | VfB Gaggenau             |
| SC Geislingen               | 0:3        | TSV 1860 Monachium       |
| SV Edenkoben                | 1:0        | Saar 05 Saarbrücken      |
| Borussia Dortmund           | 3:0        | Fortuna Köln             |
| Werder Brema (amatorzy)     | 1:4        | Bayer 04 Leverkusen      |
| Union Solingen              | 1:3        | SC Freiburg              |
| FC Gütersloh                | 1:1 (dog.) | Hertha BSC               |
| FSV Salmrohr                | 1:3        | TuS Hoisdorf             |
| Viktoria Aschaffenburg      | 2:6        | Karlsruher SC            |
| 1. FSV Mainz 05             | 2:0        | Alemannia Aachen         |

### Mecze powtórzone
| Drużyna 1         | Wynik | Drużyna 2      |
| ----------------- | ----- | -------------- |
| Blau-Weiss Berlin | 1:0   | SC Jülich 1910 |
| Hertha BSC        | 0:1   | FC Gütersloh   |

## Druga runda
Mecze rozegrano od 23 września 1989 roku.
| Drużyna 1                | Wynik      | Drużyna 2            |
| ------------------------ | ---------- | -------------------- |
| Borussia Mönchengladbach | 4:1        | 1. FC Nürnberg       |
| Bayern Monachium         | 2:0        | Waldhof Mannheim     |
| SC Freiburg              | 1:2        | Karlsruher SC        |
| SV Darmstadt 98          | 1:0        | Bayer 04 Leverkusen  |
| Stuttgarter Kickers      | 2:3        | Werder Brema         |
| Borussia Dortmund        | 2:3        | Eintracht Brunszwik  |
| Fortuna Düsseldorf       | 4:0        | 1. FC Saarbrücken    |
| FC Pforzheim             | 1:0        | VfL Bochum           |
| Arminia Hanower          | 2:4        | 1. FC Köln           |
| 1. FSV Mainz 05          | 1:3        | 1. FC Kaiserslautern |
| FC Gütersloh             | 0:2 (dog.) | VfB Stuttgart        |
| SG Wattenscheid 09       | 0:2        | VfL Osnabrück        |
| SV Edenkoben             | 1:2 (dog.) | MSV Duisburg         |
| FC Schweinfurt 05        | 4:2        | Blau-Weiss Berlin    |
| TSG Pfeddersheim         | 1:3        | Kickers Offenbach    |
| TuS Hoisdorf             | 0:2        | TSV 1860 Monachium   |

## Trzecia runda
Mecze rozegrano 9 listopada 1990 roku.
| Drużyna 1            | Wynik      | Drużyna 2                |
| -------------------- | ---------- | ------------------------ |
| TSV 1860 Monachium   | 1:2        | Werder Brema             |
| 1. FC Kaiserslautern | 2:1        | 1. FC Köln               |
| VfB Stuttgart        | 3:0        | Bayern Monachium         |
| Kickers Offenbach    | 1:0 (dog.) | Borussia Mönchengladbach |
| FC Schweinfurt 05    | 0:2        | Eintracht Brunszwik      |
| FC Pforzheim         | 1:3        | Fortuna Düsseldorf       |
| MSV Duisburg         | 4:1        | SV Darmstadt 98          |
| VfL Osnabrück        | 3:2        | Karlsruher SC            |

## Ćwierćfinały
Mecze rozegrano od 12 grudnia 1989 roku do 1 lutego 1990 roku.
| Drużyna 1            | Wynik      | Drużyna 2          |
| -------------------- | ---------- | ------------------ |
| Werder Brema         | 3:0        | VfB Stuttgart      |
| 1. FC Kaiserslautern | 3:1        | Fortuna Düsseldorf |
| Eintracht Brunszwik  | 3:2        | VfL Osnabrück      |
| Kickers Offenbach    | 1:1 (dog.) | MSV Duisburg       |

### Mecze powtórzone
| Drużyna 1    | Wynik | Drużyna 2         |
| ------------ | ----- | ----------------- |
| MSV Duisburg | 0:1   | Kickers Offenbach |

## Półfinały
Mecze rozegrano 28 marca 1990 roku.
| Drużyna 1         | Wynik | Drużyna 2            |
| ----------------- | ----- | -------------------- |
| Werder Brema      | 2:0   | Eintracht Brunszwik  |
| Kickers Offenbach | 0:1   | 1. FC Kaiserslautern |

## Finał
| 19 maja 1990 | 1. FC Kaiserslautern · Labbadia 19' 26' · Kuntz 30' | 3:23:0Raport | Werder Brema · 54' Neubarth · 72' Burgsmüller | Stadion Olimpijski, Berlin Widzów: 76 000 Sędzia: Manfred Neuner (Leimen |
|              |                                                     |              |                                               |                                                                          |

| FC KAISERSLAUTERN:  |    |                 |  |      |
|                     |    |                 |  |      |
| BR                  | 1  | Gerald Ehrmann  |  |      |
| OB                  | 2  | Reinhard Stumpf |  |      |
| OB                  | 3  | Franco Foda     |  |      |
| OB                  | 4  | Kay Friedmann   |  | 57'  |
| OB                  | 6  | Thomas Dooley   |  |      |
| PO                  | 5  | Uwe Scherr      |  |      |
| PO                  | 8  | Markus Schupp   |  | 77'  |
| PO                  | 7  | Frank Lelle     |  |      |
| NA                  | 10 | Demir Hotić     |  |      |
| NA                  | 11 | Bruno Labbadia  |  |      |
| NA                  | 9  | Stefan Kuntz    |  |      |
| Zmiany:             |    |                 |  |      |
| OB                  | 14 | Roger Lutz      |  | 57'  |
| PO                  | 13 | Axel Roos       |  | 797' |
| Trener:             |    |                 |  |      |
| Karl-Heinz Feldkamp |    |                 |  |      |

| WERDER BREMA: |    |                     |  |     |
|               |    |                     |  |     |
| BR            | 1  | Oliver Reck         |  |     |
| OB            | 5  | Ulrich Borowka      |  | 52' |
| OB            | 4  | Rune Bratseth       |  |     |
| OB            | 6  | Jonny Otten         |  |     |
| PO            | 2  | Thomas Wolter       |  | 35' |
| PO            | 3  | Uwe Harttgen        |  |     |
| PO            | 7  | Dieter Eilts        |  |     |
| PO            | 8  | Mirko Votava        |  |     |
| PO            | 10 | Günter Hermann      |  |     |
| NA            | 9  | Karlheinz Riedle    |  |     |
| NA            | 11 | Wynton Rufer        |  |     |
| Zmiany:       |    |                     |  |     |
| NA            | 14 | Frank Neubarth      |  | 35' |
| NA            | 15 | Manfred Burgsmüller |  | 52' |
| Trener:       |    |                     |  |     |
| Otto Rehhagel |    |                     |  |     |

| Puchar Niemiec w piłce nożnej 1989–1990 Zwycięzcy |
| ------------------------------------------------- |
| 1. FC Kaiserslautern 1. Tytuł                     |